# سمرک (منطقه تربیچ)
سمرک (به چکی: Smrk) یک منطقهٔ مسکونی در جمهوری چک است که در منطقه تربیچ واقع شده‌است. سمرک ۶٫۸ کیلومتر مربع مساحت و ۲۶۶ نفر جمعیت دارد و ۴۶۴ متر بالاتر از سطح دریا واقع شده‌است.